# Гваделупский франк
Гваделупский франк (фр. Franc) — денежные знаки в французских франках, выпускавшиеся в 1848—1961 годах для французского владения Гваделупа. Официально не назывались «гваделупским франком», однако обращались, как правило, только на её территории.

## История
С 1670 года в обращении использовались французские колониальние монеты, а с 1731 года — колониальные монеты, чеканившиеся специально для французских карибских владений. 2 февраля 1820 года вместо колониального ливра законным платёжным средством объявлен французский франк.
В 1848—1851 годах выпускались банкноты частного Банка де Пре (фр. Banque de Pret). 11 июля 1851 года право выпуска банкнот получил другой частный банк — Банк Гвианы. Учреждённый в тот же день Банк Гваделупы начал выпуск банкнот в 1874 году. Кроме банкнот, Банк Гваделупы в 1870—1900 и 1940 годах выпускал чеки на предъявителя.
В 1854, 1855, 1858 и 1863 годах колониальное казначейство выпускало «кассовые боны», в 1884 году — «боны».
В 1903 и 1921 годах были выпущены медно-никелевые монеты (боны казначейства).
28 августа 1944 года право эмиссии было передано Центральной кассе Заморской Франции, выпустившей в том же году новые банкноты. Банкноты этого образца выпускались для всех заморских колоний, находившихся под контролем правительства Свободной Франции, на Гваделупе они выпускались с надпечаткой «GUADELOUPE».
Декретом французского правительства от 26 декабря 1945 года в качестве денежной единицы французских владений в Западной и Экваториальной Африке введён франк КФА, а для тихоокеанских владений Франции — франк КФП. На Гваделупу этот декрет не распространялся, законным платёжным средством по-прежнему являлся французский франк, однако выпуск денежных знаков во франках специально для Гваделупы продолжался.
В 1958 году Центральная касса Заморской Франции была переименована в Центральную кассу экономического сотрудничества, а 7 января 1959 года был создан Эмиссионный институт заморских департаментов Франции, которому было передано право эмиссии.
В 1961 году начат выпуск банкнот для Гваделупы, Мартиники и Гвианы, на которых вместо трёх разных надпечаток наносилась одна — «guadeloupe guyane martinique». Ранее выпущенные банкноты продолжали использоваться в обращении.
Произведённая с 1 января 1960 года деноминация французского франка была распространена на заморские департаменты только с 1 января 1963 года. В 1963 году на банкноты (как с надпечаткой «Гваделупа», так и с надпечаткой «Гваделупа Гвиана Мартиника») наносилась надпечатка нового номинала (в «новых франках»), а также начат выпуск банкнот Эмиссионного института заморских департаментов в новых франках (с 1964 года — во франках) с новым видом надпечатки — «DEPARTEMENT DE LA GUADELOUPE DEPARTEMENT DE LA GUYANE DEPARTEMENT DE LA MARTINIQUE».
В 1975 году выпуск франка заморских департаментов прекращён, банкноты Эмиссионного института постепенно заменялись банкнотами Банка Франции. С 2002 года в обращении — евро.

## Монеты и банкноты
Выпускались бумажные денежные знаки:
- банкноты Банка де Пре: 5, 10, 50, 100, 500, 1000 франков;
- кассовые боны Колониального казначейства Гваделупы: 1, 2, 5 франков;
- боны Колониального казначейства Гваделупы и зависимых территорий: 50 сантимов, 1, 2, 5, 10 франков;
- банкноты Банка Гваделупы: 50 сантимов, 1, 2, 5, 25, 100, 250, 500, 1000 франков;
- чеки Банка Гваделупы: 50 сантимов, 1, 2, 5, 1000 франков;
- банкноты Центральной кассы Заморской Франции с надпечаткой «Гваделупа»: 5, 10, 20, 50, 100, 500, 1000, 5000 франков;
- банкноты Центральной кассы Заморской Франции с надпечатками «Гваделупа» и номинала в новых франках: 1 (на 100), 5 (на 500), 10 (на 1000), 50 новых франков (на 5000 франках)[3];

Чеканились монеты: 50 сантимов, 1 франк.